# Alexander Iwanowitsch Neklessa
Alexander Iwanowitsch Neklessa (russisch Александр Иванович Неклесса; * 25. April 1949 in Moskau) ist ein russischer Politikwissenschaftler und Wirtschaftswissenschaftler.
Im Jahr erhielt er 1972 einen Abschluss am Moskauer Staatlichen Institut für Internationale Beziehungen des Außenministeriums der UdSSR. 1978 absolvierte er ein Vollzeit-Postgraduiertenstudium am Afrika-Institut und schloss 1997 einen Kurs für strategische Analyse in Kairo ab. Im selben Jahr begann er seine Forschungstätigkeit am Institut für Afrika der Akademie der Wissenschaften der UdSSR.
Seit 1993 ist er Hauptspezialist im Ministerium für Außenwirtschaftsbeziehungen der Russischen Föderation und Mitglied der Arbeitsgruppe für die Ausarbeitung des Konzepts und der Strategie für die Entwicklung der Außenwirtschaftsbeziehungen Russlands und der Kriterien für die Gewährleistung seiner außenwirtschaftlichen Sicherheit.
Seit 1997 ist er zudem Leiter des Moskauer Theorieseminars "Global Community: Changing Social and Cultural Paradigms".
Darüber hinaus ist er seit 1998 Mitglied des Unabhängigen Expertenrates für die strategische Analyse außen- und innenpolitischer Fragen beim Föderationsrat der Föderationsversammlung der Russischen Föderation.
Seit 1998 ist er zudem stellvertretender Direktor des Instituts für Wirtschaftsstrategien an der Abteilung für internationale Beziehungen der Russischen Akademie der Wissenschaften und seit 1999 Mitglied der Philosophischen und Wirtschaftlichen Akademischen Versammlung der Staatlichen Lomonossow-Universität Moskau. 1999 wurde er Mitglied des Wissenschaftlichen Rates "Geschichte der Weltkultur" beim Präsidium der Russischen Akademie der Wissenschaften.
Im Jahr 2000 wurde Neklessa sowohl Professor an der Akademie für geopolitische Probleme als auch der Leiter deren Abteilung für Geowirtschaft.
Derzeit ist er Mitglied der russischen Sektionen der World Future Studies Federation (WFSF) und der International League for Strategic Management, Assessment and Accounting (ILSMAA) sowie der Philosophischen und Wirtschaftlichen Akademischen Versammlung der Staatlichen Lomonossow-Universität Moskau.
Das Hauptforschungsgebiet von Neklessa sind internationale Regierungssysteme und Trends in der globalen Entwicklung, einschließlich des Konzepts des historischen Prozesses als beständiger Wandel der Formen der Selbstorganisation der Gesellschaft, geoökonomische Forschung und strukturelle Modellierung sozioökonomischer Prozesse, das post-westfälische System der internationalen Beziehungen als hierarchisches und dynamisches System der globalen Regierungsführung, Probleme der Neoarchaisierung der Gesellschaft auf dem afrikanischen Kontinent usw.

## Familie
Seine Tochter ist die zeitgenössische Künstlerin und Dichterin Elisabeth Neklessa.